# 柴原直樹
柴原　直樹 (しばはら　なおき、1995年11月10日は、日本のミュージカル俳優。
神奈川出身。

## 略歴
1995年生まれ、神奈川県出身。

明治大学文学部演劇学専攻卒業。

3歳からクラシックバレエを始める。

2018年、『遠ざかるネバーランド』のトゥートルズ役にてミュージカル俳優としてデビュー。
以降、ミュージカルを中心に活動している。

## 出演作品
- 遠ざかるネバーランド（2018年）　-トゥートルズ役
- るろうに剣心（2018年）
  - るろうに剣心　京都編（2020年） -緊急事態宣言により公演中止
  - るろうに剣心　京都編（2022年）
- Double Flat　（2018年） -セト役
- 東京モーターショー2019「ダイハツドリームシアター」（2019年）
- CHESS THE MUSICAL （2020年、梅田芸術劇場ほか）
- ニュージーズ　（2020年、日生劇場） -緊急事態宣言により公演中止
- INSPIRE 陰陽師　（2021年、日生劇場）
- レ・ミゼラブル　（2021年、帝国劇場ほか）[2]
- ハウ・トゥー・サクシード（2021年）
- エリザベート　（2022-2023年、帝国劇場ほか）[3]
- ルーザーヴィル　（2023年）-　ウェイン・パゴダ役
- ダ・ポンテ～モーツァルトの影に隠れたもう一人の天才～（2023年）[4]
- キャメロット　（2023年、日生劇場） -出演予定
- ハネムーン・イン・ベガス（2024年、東京建物 Brillia HALLほか）[5]
- songs for a new world（2025年〈予定〉、浅草九劇）[6]
- 楽劇「フィガロ」（2026年〈予定〉、東京芸術劇場ほか） - ドン・バジリオ役[7]

### ライブ活動
- ジャンクションLIVE「真冬の交差点」（2017年）
- 木内健人LIVE　「Dearest」（2019年）
- ジャンクションLIVE Vol6～Bistro junction～　（2022年）